# Bertrando III del Balzo
Bertrando III Del Balzo (Andria, agosto 1295 – 1347 o 1351) è stato il 3º conte di Andria, di Squillace e Teano e importante feudatario del Regno di Napoli.

## Biografia
Nacque nell'agosto del 1295 ad Andria, da Bertrando II des Baux e Bérengère d'Andria.
Fu anche senatore a Roma e rappresentante del re di Napoli nel 1323; capitano generale in Toscana dal 1326 al 1330; ricoprì per lunghi anni l'importante carica di gran giustiziere del Regno e fu incaricato da papa Clemente VI di punire i colpevoli dell'assassinio del re Andrea d'Ungheria († 1345), marito della regina Giovanna I d'Angiò. 
Morì il 15 settembre 1347 (o 1351) a Napoli e fu sepolto a San Domenico Maggiore.

## Discendenza
Il suo primo matrimonio fu nel 1309 con Beatrice, figlia di Carlo II, re di Napoli, che gli portò in dote la contea di Andria. Da questa unione nacque una figlia:
- Maria Del Balzo, moglie dell'ultimo delfino ereditario di Vienne, Umberto II.

Il suo secondo matrimonio fu con Marguerite d'Aulnay, signora di Teano e Carinola, figlia di Roberto d'Aulnay di Teano, intorno al 1324, e da questa unione nacquero:
- Francesco, duca di Andria, conte di Montescaglioso e Squillace, e signore di Berre, Mison e Teano.
- Bianca
- Isabella , moglie di Antonio Sanseverino, conte di Marsico
- Sancia, moglie di Giovanni d'Enghien, conte di Lecce, e madre di Maria d'Enghien.